# Greg Palast
Gregory Allyn "Greg" Palast (n. 26 de junio de 1952) es un autor y periodista independiente que a menudo ha trabajado para la BBC y The Guardian. Su trabajo se centra con frecuencia en las actividades ilícitas corporativas, pero también ha trabajado con sindicatos y grupos de defensa del consumidor.

## Biografía
Palast nació en Los Ángeles y creció en Sun Valley, un barrio de esa ciudad ubicado en el Valle de San Fernando, al norte del Condado de Los Ángeles. La abogada Geri Palast es su hermana.
Palast dijo que su deseo de escribir sobre la lucha de clases tiene sus raíces en su crianza en los confines de Los Ángeles, un vecindario arrinconado entre una planta de generación eléctrica y un vertedero de basura. Afirmó que los niños de ese vecindario tenían dos opciones: Vietnam o la planta automotriz. "Eramos los perdedores", dijo.
Se salvó de la guerra de Vietnam gracias a un número favorable en el sorteo de conscripción. "Mucha gente no logró librarse del servicio militar. Como yo logré librarme, y mi hermana (Geri, una Exsecretaria adjunta del Trabajo durante la administración Clinton) también, siento que tengo la obligación de contar estas historias en nombre de todas las personas que no escapar al servicio militar".

## Obras
- The Best Democracy Money Can Buy. London: Pluto Press. 2002. ISBN 0-452-28391-4. Parámetro desconocido |title-link= ignorado (ayuda)
- Greg Palast; Oppenheim, Jerrold; MacGregor, Theo (2002). Democracy and Regulation. London: Pluto. ISBN 0-7453-1943-2.
- Armed Madhouse. New York, NY: Dutton. 2006. ISBN 0-525-94968-2.[3]
- Vultures' Picnic. New York: Dutton. 2011. ISBN 978-0-525-95207-7.[4]
- Billionaires and Ballot Bandits: How to Steal an Election in 9 Easy Steps. New York: Seven Stories Press. 2012. ISBN 978-1-609-80478-7.[5]
- The Best Democracy Money Can Buy: A Tale of Billionaires & Ballot Bandits. New York: Seven Stories Press. 2016. ISBN 978-1609807757.[6]
- Cómo Trump Se Robó El 2020 (How Trump Stole 2020). New York: Seven Stories Press. 2020. ISBN 978-1644210567.